# Petit - Les Ricains
Albums de Michel Sardou
J'habite en France
(1970) Olympia 71
(1971)
Petit - Les Ricains est un album de Michel Sardou sorti en 1971 chez Barclay comprenant des titres enregistrés dans la période 1967-1968. À la croisée entre album studio et compilation, l'opus s'écoule à presque 140 000 exemplaires lors de sa sortie.

## Historique
Michel Sardou n'a été diffusé qu'en super 45 tours chez Barclay. Après le licenciement du chanteur de la maison de disque, le compositeur Jacques Revaux et l'homme d'affaires Régis Talar créent pour lui la maison d'édition Tréma. c'est ainsi que Sardou enregistre et publie son premier album J'habite en France, couronné de succès. Dans la foulée de cette notoriété naissante, Barclay édite une compilation de plusieurs des titres gravés dans leurs studios. Chronologiquement, ce 33 tours peut donc être considéré comme le deuxième album de Michel Sardou (bien qu'il ne propose qu'une compilation de titres précédemment diffusés).

### Autour de l'album
- Référence originale : Barclay 920 254[3]

### Titres retenus
Les titres sont extraits des super 45 tours suivants (les titres marqués d'un astérisque n'ont pas été retenus pour l'album) :
- 1967 / EP : Les Ricains / Les Moutons* / Merci seigneur* / Le Train de la dernière chance*[4].
- 1967 / EP : Tu as changé / 100 000 universités / Petit / Les Fougères*[5].
- 1968 / EP : Si j'avais un frère / God save / Je ne t'ai pas trompée / Madame je[6].
- 1968 / EP : Les Dessins / Le Centre du monde / Nous n'aurons pas d'enfant / Le Folk song melody[7].

En 1970, Michel Sardou a réenregistré les titres Petit et Les Ricains, sur l'album J'habite en France. Le chanteur revient sur sa période Barclay, en 1989, avec l'album Sardou 66, sur lequel il réenregistre dix chansons de cette époque, dont neuf des douze incluses dans le 33 tours de 1971 (les titres Madame Je, God save the king et 100 000 universités ne sont pas réenregistrés ; le dixième titre - Raconte une histoire - est issue d'un EP de Sardou paru en 1966).

### Liste de titres
| No  | Titre                      | Paroles                       | Musique               | Durée |
| --- | -------------------------- | ----------------------------- | --------------------- | ----- |
| 1.  | Petit                      | Michel Sardou                 | Jacques Revaux        | 2:55  |
| 2.  | Je ne t'ai pas trompée     | Michel Sardou - Patrick Larue | Jacques Revaux        | 2:39  |
| 3.  | Madame Je                  | Michel Sardou                 | Jacques Revaux        | 2:59  |
| 4.  | Le Centre du monde         | Michel Sardou                 | Jean-Pierre Bourtayre | 3:01  |
| 5.  | God save the king          | Michel Sardou - Ralph Bernet  | Jacques Revaux        | 2:40  |
| 6.  | Nous n'aurons pas d'enfant | Michel Sardou                 | Jacques Revaux        | 2:38  |
| 7.  | Les Ricains                | Michel Sardou                 | Guy Magenta           | 2:15  |
| 8.  | Tu as changé               | Michel Sardou                 | Jacques Revaux        | 3:06  |
| 9.  | 100 000 universités        | Michel Sardou - Ralph Bernet  | Jacques Revaux        | 2:13  |
| 10. | Folk Song Melody           | Michel Sardou                 | Jacques Revaux        | 2:18  |
| 11. | Les Dessins                | Michel Sardou                 | Guy Magenta           | 2:36  |
| 12. | Si j'avais un frère        | Michel Sardou                 | Jacques Revaux        | 3:10  |